# Kadir İnanır
Kadir İnanır (Fatsa, 15 aprile 1949) è un attore turco.
Nel cinema turco ha sempre interpretato il tipo duro che combatte contro l'ingiustizia.

## Filmografia
- 1968 Yedi Adım Sonra, Dertli Gönlüm
- 1969 Çılgınlar Cehennemi, Yaralı Kalp, Fato
- 1970 Ankara Ekspresi, Kara Gözlüm, Mechul Kadın, Dağların Kartalı, Dört Kabadayı
- 1971 Unutulan Kadın, Üç Arkadaş, Azrailin Beş Atlısı, Kara Gün, Kerem ile Aslı, Mualla, Aslanlar Kükreyince
- 1972 Asi Gençler, Dönüş, Leyla ile Mecnun, Utanç, Kanlı Para, Paprika Gaddarın Aşkı, Baskın, Vur
- 1973 Bitirim Kardeşler, Bitirimler Sosyetede, Ezo Gelin, Gazi Kadın, Kambur, Yaban, Anadolu Ekspresi, Hayat Bayram Olsa, Ölüme Koşanlar, Korkusuzlar
- 1974 Almanya'lı Yarim, Sahipsizler, Sensiz Yaşanmaz, Yazık Oldu Yarınlara, Askerin Dönüşü, Bir Yabancı, Ceza, Enayi, Uyanık Kardeşler
- 1975 Baldız, Köprü, Pisi Pisi, Yatak Hikayemiz
- 1976 Bodrum Hakimi, Deprem, Taksi Şöförü, Alev, Can Pazarı, Delicesine, Devlerin Aşkı, İki Kızgın Adam,  Silahlara Veda
- 1977 Dila Hanım, Selvi Boylum Al Yazmalım, Silah Arkadaşları, Tövbekar, Ana Ocağı, Fırtına, Kan
- 1978 Evlidir Ne Yapsa Yeridir, Derviş Bey, Düzen, Hedef, Cevriyem
- 1979 Doktor, Fırat, Gazeteci, İstanbul 79, İsyan
- 1981 Ah Güzel İstanbul, Kırık Bir Aşk Hikayesi
- 1982 Tomruk, Yürek Yarası, Aşkların En Güzeli, Elveda Dostum, Amansızlar
- 1983 Bedel, Kurban
- 1984 Yabancı, Balayı, Bir Yudum Sevgi, Güneş Doğarken, İmparator
- 1985 Seyyid, Yaz Bitti, Yılanların Öcü, Amansız Yol, Ateş Dağlı, Ölüm Yolu
- 1986 Sen Türkülerini Söyle, Sevgi Çıkmazı, Suçumuz İnsan Olmak, Sultanoğlu, Umut  Sokağı, Yarın Ağlayacağım, Dikenli Yol, Hayat Köprüsü, Güneşe Köprü
- 1987 Sende Yüreğinde Sevgiye Yer Aç, Yarınsız Adam, 72. Koğuş, Menekşeler Mavidir, Yaralı Can, Küçüğüm, Katırcılar
- 1988 Emanet, Hüzün Çemberi, Yedi Uyuyanlar, Bir Beyin Oğlu
- 1989 MedCezir Manzaraları, Acılar Paylaşılmaz, Film Bitti, Karılar Koğuşu, Kavgamız
- 1990 Tatar Ramazan, Eskici ve Oğulları, Sayın Başkan, Darbe
- 1991 Umut Hep Vardı, Aldatacağım, Ah Gardaşım
- 1992 Tatar Ramazan Sürgünde
- 1995 Aşk Ölümden Soğuktur
- 2000 Komser Şekspir
- 2003 Gönderilmemiş Mektuplar
- 2005 Sinema Bir Mucizedir